# Partido de Trenque Lauquen
Trenque Lauquen es uno de los 135 partidos de la provincia argentina de Buenos Aires. Se encuentra en el noroeste de la provincia. Su cabecera es la ciudad de Trenque Lauquen. 
Ocupa 5.500 km², con una densidad de 8,96 hab/km².

## Ubicación
El partido de Trenque Lauquen se encuentra al oeste de la Provincia de Buenos Aires, distante 444 km de la Capital Federal por la Ruta Nacional n.º 5, y a 80 km de la Prov. de La Pampa. Tiene una extensión de 5.500 km². 
Limita al N.O. con Rivadavia y Pellegrini, al N.E. con Carlos Tejedor y Pehuajó, al S.E. con Daireaux y al S.O. con Guaminí y Tres Lomas.

## Historia
La cabecera del Partido es la ciudad de Trenque Lauquen fundada en 1876, habiéndose creado el Distrito por Ley n.º 1.827 del 28 de julio de 1886.
La fundación de la ciudad cabecera corresponde al avance de 1876 del Dr. Adolfo Alsina, ministro de guerra y marina de Nicolás Avellaneda. Su nombre aborigen tiene que ver con la denominación de la laguna "Trenquélauquén", a cuya vera nació el poblado. Traducido significa "Laguna Redonda".
El entonces coronel Conrado Excelso Villegas avanzó desde Ancaló hasta ocupar el paradero "Trenquélauquén", fundando aquí un pueblo el 12 de abril del citado año, en el que fijó centro de operaciones de la División Norte a partir del establecimiento de la Comandancia de Frontera (edificio que aún se conserva dentro del predio del Palacio Municipal y que fue declarado Monumento Histórico Nacional por el Dto. Nacional n.º 4.452 de 1958).
El Dr. Alsina, fiel a su ideal, dijo: "...Nuestra lucha no es contra el indio para destruirlo, sino contra el desierto para poblarlo". (fuente: Félix Luna (director): Adolfo Alsina, pág 135, Editorial Planeta, ISBN 950-49-0521-8
Nuevos movimientos permitieron el nacimiento de otras poblaciones: Guaminí, Puán y Carhué, fronteras de la civilización desde 1876, y construida la Zanja de Alsina, límite con el desierto. Este avance permitió que Trenque Lauquen se constituyera en la escala desde donde el coronel Villegas, luego de capturar al más bravo de los caciques pampas, Pincén, y bajo las órdenes del Ministro de Guerra y Marina Nacional Julio A. Roca, se preparó para el desarrollo final del genocidio que bajo su personal conducción, permitió incorporar 15.000 leguas a la Nación, exterminando con la cultura original de las tierras que hoy conforman la República Argentina.
En cuanto a Treinta de Agosto, su nombre recuerda la inauguración del Ferrocarril del Oeste, hito fundamental de la actividad ferroviaria en la Argentina, por lo que esta fecha es de relevancia nacional.
A los señores Julio Doblas y Roberto Urquiza corresponde considerarlos como fundadores, por ser los propietarios que impulsaron el trazado y el consecuente loteo de tierras. Fue responsable de dirigir la traza el agrimensor Cadet. El señor Julio Doblas fue el encargado además, de imponer los nombres de las estaciones Ing. Corazzi y La Porteña, ambas en el partido de Trenque Lauquen, que recuerdan al primer maquinista y a la primera locomotora del Ferrocarril Argentino.
El 31 de marzo de 1911, el Poder Ejecutivo de la Provincia aprobó el plano del pueblo, luego de algunos inconvenientes por no tener el ejido de Treinta de Agosto trazadas sus chacras ni aprobado el análisis de aguas. El Gobernador de la Provincia que firmó el decreto de aprobación fue el general José Ignacio Arias y el ministro de Obras Públicas que acompañó fue el Dr. Tomás Sojo. La población celebra el aniversario de la ciudad los 30 de agosto y la antigüedad de la misma, desde el año 1910.
La otra localidad importante del distrito es Beruti, pueblo que nació en la antigua Colonia Agrícola "General Paunero", para luego extenderse del otro lado de las vías, sobre tierras donadas por el señor Guazzone, propietario de la Colonia Agrícola "La Luisa".
Su fecha de fundación es celebrada el 25 de agosto de 1890, día en que paró por primera vez el tren en la Estación Beruti. Su nombre recuerda a Luis Beruti, patriota durante los hechos patrios del 25 de mayo de 1810.

## Gobierno

### Intendentes desde 1983
| Intendente              | Mandato                                           | Partido | Partido | Alianza | Alianza |
| ----------------------- | ------------------------------------------------- | ------- | ------- | ------- | ------- |
| Horacio Arrastúa        | 10 de diciembre de 1983 - 10 de diciembre de 1987 |         | UCR     |         | —       |
| Jorge Alberto Barrachia | 10 de diciembre de 1987 - 10 de diciembre de 1991 |         | UCR     |         | —       |
| Jorge Alberto Barrachia | 10 de diciembre de 1991 - 10 de diciembre de 1995 |         | UCR     |         | —       |
| Jorge Alberto Barrachia | 10 de diciembre de 1995 - 10 de diciembre de 1999 |         | UCR     |         | —       |
| Jorge Alberto Barrachia | 10 de diciembre de 1999 - 16 de mayo de 2002      |         | UCR     |         | Alianza |
| '                       | 16 de mayo de 2002 - 10 de diciembre de 2003      |         | UCR     |         | —       |
| '                       | 10 de diciembre de 2003 - 10 de diciembre de 2007 |         | UCR     |         | —       |
| Jorge Alberto Barrachia | 10 de diciembre de 2007 - 20 de enero de 2011     |         | PV      |         | FPV     |
| Raúl Feito              | 20 de enero de 2011 - 10 de diciembre de 2011     |         | PJ      |         | FPV     |
| Raúl Feito              | 10 de diciembre de 2011 - 10 de diciembre de 2015 |         | PJ      |         | FPV     |
| Miguel Fernández        | 10 de diciembre de 2015 - 10 de diciembre de 2019 |         | UCR     |         | CBA     |
| Miguel Fernández        | 10 de diciembre de 2019 - 10 de diciembre de 2023 |         | UCR     |         | JxC     |
| Francisco Recoulat      | 10 de diciembre de 2023 - En el cargo             |         | UCR     |         | JxC     |

1. ↑  Renunció.
2. ↑  La Alianza participó dividida o no participó en la elección del municipio, sin embargo, el partido apoyó o formó parte de la misma a nivel provincial.
3. ↑  Interino por la renuncia de Jorge Alberto Barrachia.
4. ↑  Fallece en el cargo.
5. ↑  Interino por la muerte de Jorge Alberto Barrachia.

## Población
Según los resultados definitivos del censo de 2022 la población del partido alcanza los 49.309 habitantes.

## Localidades del partido
- Trenque Lauquen
- Treinta de Agosto
- Beruti
- Girodias
- La Carreta
- Garré (compartida con los partidos de Guaminí y Tres Lomas)

Parajes rurales
- Francisco de Vitoria
- Francisco Magnano